# River Loud
Der River Loud ist ein Fluss im Forest of Bowland, Lancashire, England. Der River Loud entsteht am südlichen Fuß des Parlick. Der Fluss fließt zunächst in südlicher Richtung, er wendet sich nördlich des Ortes Longridge dann aber wieder in nördlicher Richtung. Der River Loud mündet wenig westlich der Doeford Bridge in den River Hodder.